# Rychlost světla

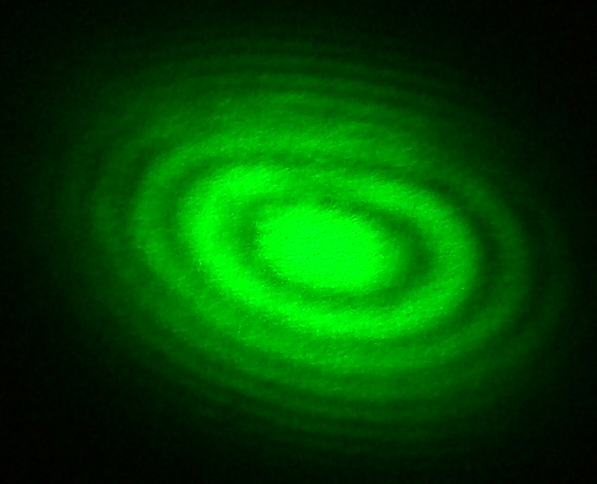
Interferenční obrazec z Michelsonova interferometru se zeleným laserem.

Rychlost světla ve vakuu (též světelná rychlost bez nutnosti uvádět „ve vakuu“) je definována jako fázová rychlost postupného elektromagnetického vlnění ve vakuu. V soustavě jednotek SI má přesnou hodnotu 299 792 458 metrů za sekundu (1 079 252 848,8 km/h). Stejnou rychlostí se ve vakuu šíří i jakékoliv jiné elektromagnetické záření. 
Rychlost světla se označuje podle normy ISO/IEC značkou {\displaystyle c_{0}}, často však jen písmenem c, které norma ponechává pro rychlost světla v látkovém prostředí. Pokud se rychlost světla ve vakuu označuje c, rychlost v látkovém prostředí se označuje standardně jako v. Označení c je odvozeno z latinského celeritas, což znamená rychlost, nebo z constans, znamenající konstanta.
Tato rychlost je nejvyšší možnou rychlostí šíření signálu či informace (pokud nebereme v potaz kvantové provázání). Rychlosti světla podle Einsteinovy Speciální teorie relativity nemohou dosáhnout žádné hmotné částice, protože by se jejich hmotnost stala nekonečnou. Výjimkou jsou částice světla samotné - fotony. které se pohybují rychlostí světla a přesto mají nenulovou hmotnost. To se vysvětluje tím, že mají nulovou klidovou hmotnost.
Rychlost světla v látkovém prostředí kvantově interaguje s částicemi látky, proto je rychlost šíření světla v látkovém prostředí vždy nižší než ve vakuu. Rychlost šíření světla je pak rovna {\displaystyle c=c_{0}/n}, kde {\displaystyle n} je index lomu příslušné látky (materiálu).

## Přehled
Podle standardní fyzikální teorie se všechno elektromagnetické záření, včetně viditelného světla, šíří ve vakuu konstantní rychlostí všeobecně známou jako rychlost světla. Tato fyzikální konstanta se značí písmenem {\displaystyle c_{0}}, pro stručnost se často píše jen c. Rychlostí {\displaystyle c_{0}} se šíří také gravitace v obecné teorii relativity.
Zákony elektromagnetismu (jako jsou Maxwellovy rovnice) uvádějí, že rychlost elektromagnetického záření {\displaystyle c_{0}} nezávisí na rychlosti objektu vyzařujícího záření. Proto například světlo vyzařující z rychle se pohybujícího zdroje se šíří stejnou rychlosti jako světlo vyzařované ze statického zdroje, i když podle relativistického Dopplerova jevu se barva, frekvence, energie a hybnost světla změní. Jestliže se zkombinuje pozorování s principem relativity, všichni pozorovatelé naměří shodnou rychlost světla ve vakuu, nezávisle na vztažné soustavě pozorovatele nebo rychlosti objektu vyzařujícího světlo. Proto se na {\displaystyle c_{0}} může nahlížet jako na fyzikální konstantu a tento fakt je základem speciální teorie relativity. Je důležité poznamenat, že základem speciální relativity je konstanta {\displaystyle c_{0}}, nikoliv samotné světlo. Jestliže je tedy světlo nějak upraveno, aby se šířilo rychlosti menší než {\displaystyle c_{0}}, tak to přímo neovlivní speciální teorii relativity.
Pozorovatelé cestující velkými rychlostmi zjistí, že vzdálenosti a časy jsou zdeformované („dilatované“) v souladu s Lorentzovými transformacemi. Transformace ale deformují vzdálenosti a časy takovým způsobem, že rychlost světla zůstává vůči nim konstantní. Osoba cestující rychlostí blízkou rychlosti světla by viděla, že barva světla vpředu (ve směru pohybu) by měla modrý posuv a barva vzadu rudý.
Jestliže by se informace mohla šířit rychleji než {\displaystyle c_{0}} v jedné vztažné soustavě, byla by porušena kauzalita: v jiných vztažných soustavách by informace byla doručena dříve než by byla vyslána, takže příčina by byla pozorována až po následku. Kvůli dilataci času podle speciální relativity se poměr mezi časem vnímaným vnějším pozorovatelem a časem vnímaným pozorovatelem pohybujícím se velmi blízko rychlosti světla, blíží k nule. Jestliže by se něco schopné nést informaci mohlo pohybovat rychleji než světlo, tento poměr by nebyl reálným číslem. Podobné porušení kauzality nebylo nikdy pozorováno.

Světelný kužel definuje místa, která jsou, resp. nejsou v kauzálním kontaktu.

Jinak řečeno, informace se šíří do a z bodů z oblastí definovaných světelným kuželem. Interval AB na diagramu vpravo je „časový.“ To znamená, že tu máme soustavu souřadnic, ve které událost A a událost B nastávají na stejném místě v prostoru a liší se jen v čase. Jestliže A předchází B v této soustavě souřadnic, potom A předchází B ve všech soustavách souřadnic. Hypoteticky je možné přemísťování hmoty (nebo informace) z A do B a může zde nastávat příčinný vztah (kde A je příčina a B je následek).
Interval AC v diagramu je „prostorový“. To znamená, že zde máme soustavu souřadnic, ve které se událost A a událost C staly současně, oddělené jen prostorem. I když zde existují souřadnicové systémy, ve kterých A předchází C (jak je vyznačeno) a souřadnicové systémy, kde C předchází A, s výjimkou cestování nadsvětelnou rychlosti není pro žádné těleso (ani informaci) možné cestovat z A do C nebo z C do A. Proto nemůže existovat žádná příčinná souvislost mezi A a C.
Podle v současnosti platné definice, přijaté v roce 1983, je rychlost světla přesně 299 792 458 metrů za sekundu (přibližně {\displaystyle 3\cdot 10^{8}} metrů za sekundu nebo 30 centimetrů (1 stopa) za nanosekundu). Rychlost světla ve vakuu, dielektrická konstanta (permitivita vakua) {\displaystyle \varepsilon _{0}} a magnetická konstanta (permeabilita vakua) {\displaystyle \mu _{0}} jsou vzájemně spojené vztahem:
{\displaystyle c_{0}={\frac {1}{\sqrt {\varepsilon _{0}\mu _{0}}}}}.
Astronomické jednotky jsou někdy (obzvlášť v popularizujících textech) udávány ve světelných letech. Světelný rok je vzdálenost, kterou urazí světlo za jeden rok, tj. přibližně {\displaystyle 9,\!46\cdot 10^{12}} kilometrů.
Izotropie rychlosti světla ve vakuu není experimentálně prokazatelná a může tak být zdánlivá. Anizotropní látka ale různé rychlosti šíření v různých směrech vykazuje.

## Komunikace
Konečná rychlost světla je důležitá v komunikaci. Například světlo by oběhlo Zeměkouli kolem rovníku za sekundu asi 7,5 krát.
Skutečný čas přenosu ale trvá déle. Částečně je to způsobeno tím, že se světlo v optickém vlákně šíří asi o 30 % pomaleji a přímá spojení nejsou v globální komunikaci častá, ale i kvůli zdržením v síťových přepínačích (switches) a směrovačích (routers). Typický čas odezvy (ping) počítače mezi Austrálií a USA je v současnosti (rok 2004) asi 0,18 sekundy. Rychlost informace navíc ovlivňuje řešení částí systému, kde dochází k bezdrátové komunikaci.
Konečná rychlost světla byla zřetelná například při komunikaci mezi pozemním centrem Houston a Neilem Armstrongem, když se stal prvním člověkem na Měsíci. Na každou odpověď museli v Houstonu čekat téměř 3 sekundy, i když astronauti odpovídali okamžitě.
Podobně je také nemožné okamžité dálkové ovládání meziplanetární kosmické lodi. Například od chvíle, kdy pozemní kontrola rozpozná problém a vesmírná loď přijme signál z pozemního centra, může trvat i několik hodin.
Rychlost světla se ale může projevit i při malých vzdálenostech. V superpočítačích omezuje rychlost světla přenos dat mezi procesory. Jestliže procesor pracuje s frekvencí 1 GHz, signál se během jednoho cyklu dostane jen do vzdálenosti 300 mm. Proto musejí být procesory z důvodu omezení latence umístěny těsně vedle sebe. Jestliže procesory budou pracovat na vyšších frekvencích, rychlost světla se nakonec stane omezujícím faktorem i při návrhu procesoru samotného.

## Fyzika

### Stejná rychlost ze všech vztažných soustav
Je důležité si uvědomit, že rychlost světla není „rychlostním omezením“ v tradičním smyslu. Pozorovatel pronásledující světelný paprsek naměří shodnou rychlost, kterou se od něho vzdaluje, stejně jako pozorovatel stojící na místě. To má pro chápání rychlosti pozoruhodné důsledky.
Často se obecně předpokládá, že rychlosti se sčítají. Jestliže dvě auta jedou proti sobě a každé z nich má rychlost 50 km/h, očekává se, že každé z aut bude vnímat celkovou rychlost přibližování druhého jako 50 + 50 = 100 km/h.
Z výsledků experimentů s rychlostmi blížícími se rychlosti světla však vyplynulo, že toto pravidlo neplatí. Dvě vesmírné lodi letící proti sobě z hlediska nezávislého pozorovatele relativní rychlosti 90 % rychlosti světla, nevnímají přibližování rychlostí 90 % + 90 % = 180 % rychlosti světla. Místo toho vnímají vzájemné přibližování s rychlosti o něco nižší než je 99,5 % rychlosti světla.
Výsledek je dán Einsteinovým vzorcem sčítání rychlostí:
{\displaystyle u={v+w \over 1+{vw \over c_{0}^{2}}}}
kde v a w jsou rychlosti pozorované třetím pozorovatelem, a u je rychlost vzájemného přibližování, kterou vnímají proti sobě letící vesmírné lodi.
V protikladu s přirozenou intuicí a nezávisle na relativní rychlosti, kterou se jeden pozorovatel přibližuje k jinému, oba naměří rychlost přicházejícího světelného paprsku jako stejnou konstantní hodnotu rovnající se rychlosti světla.
Rovnice uvedená výše byla odvozena Albertem Einsteinem z jeho speciální teorie relativity, která vychází z principu relativity. Tento princip (původně navržený Galileiem) vyžaduje, aby se fyzikální zákony chovaly stejně ve všech vztažných soustavách. Rychlost světla přímo daná Maxwellovými rovnicemi musí být stejná pro každého pozorovatele.

### Působení průhledných materiálů

Index lomu materiálu vyjadřuje, kolikrát je v něm rychlost světla menší než ve vakuu. Nižší rychlostí světla v materiálu je způsobena refrakce (lom světla), jak je vidět u hranolu (V případě rozkladu bílého světla hranolem do barev viditelného spektra je refrakce označována jako disperze resp. rozptyl světla).

Světlo je při průchodu zpomalováno na rychlost menší než {\displaystyle c_{0}} v poměru daném indexem lomu materiálu. Rychlost světla c ve vzduchu je jen o málo menší než {\displaystyle c_{0}}. Hustší média, jako například voda a sklo, mohou světlo zpomalit o mnoho víc – na hodnoty {\displaystyle c_{\rm {v}}=3/4c_{0}} a {\displaystyle c_{\rm {s}}=2/3c_{0}}. Toto zpomalování světla je zodpovědné i za vychýlení světla na styčné ploše dvou materiálů s různými indexy lomu. Tento jev se nazývá lom světla neboli refrakce.
Protože rychlost světla v materiálu závisí na indexu lomu a ten závisí na frekvenci světla, světlo různých frekvencí prochází ve stejném materiálu různými rychlostmi. To může způsobit deformaci elektromagnetických vln složených z různých frekvencí, což se nazývá disperze nebo rozptyl světla.
Všimněte si, že zmiňovaná rychlost světla je pozorovaná nebo měřená rychlost v nějakém médiu, a ne skutečná rychlost světla (ve vakuu). V mikroskopickém měřítku a za předpokladu, že se elektromagnetické záření chová jako částice, je zpomalení světla a tím i jeho lom způsoben opakovaným pohlcováním a následným vysíláním fotonů, ze kterých se skládá světlo, atomy nebo molekulami, přes které prochází. V určitém smyslu se světlo šíří jen vakuem mezi těmito atomy a je jimi zdržováno. Proces pohlcování a následného vysílání trvá nějaký čas, proto se vytváří dojem, že se světlo zdrželo (tj. ztratilo rychlost) mezi vstupem a výstupem z média. Světlo se po opuštění média aniž by získalo dodatečnou energii šíří opět svou původní rychlostí. To může znamenat jen jediné: buď se rychlost světla nikdy nezměnila, nebo za předpokladu, že se elektromagnetické záření chová jako vlna, náboj každého atomu (hlavně elektronů) interferuje s elektrickými a magnetickými poli záření, čímž se zpomaluje jeho šíření.

### „Rychlejší než světlo“

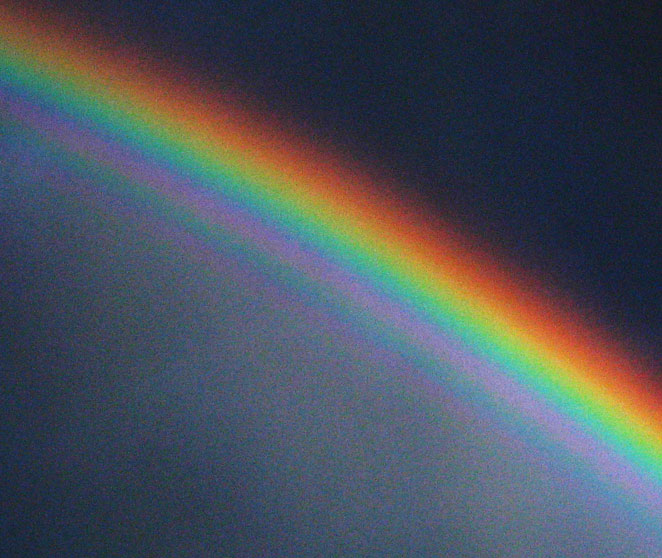
Projevy lomu světla, jako je například duha, jsou způsobeny nižší rychlostí světla v médiu (v tomto případě ve vodě).

V jednom experimentu byla dosažena fázová rychlost laserových paprsků na extrémně krátké vzdálenosti přes atomy cesia 300 krát {\displaystyle c_{0}}. [zdroj⁠?!] Tato technika ale nemůže být použita pro přenos informací rychlostí vyšší než {\displaystyle c_{0}}. Rychlost přenosu informace je lépe popsána grupovou rychlostí (skupinová rychlost, rychlost, se kterou se šíří změny tvaru vlny) a součin fázové a grupové rychlosti je rovný druhé mocnině normální rychlosti světla v materiálu. V každém případě však i fázová, i grupová rychlost popisují až ustálený stav v rozměrech a dobách tak velkých, aby měly smysl index lomu {\displaystyle n}, permitivita {\displaystyle \varepsilon } a permeabilita {\displaystyle \mu } prostředí.
Překonání fázové rychlosti světla tímto způsobem je porovnatelné s překonáním rychlosti zvuku uspořádáním lidí do dlouhé řady s velkými odstupy. Jejich úlohou by bylo zakřičet „jsem zde!“ jeden po druhém v krátkých intervalech měřených hodinkami s tím, že nemusí čekat, než uslyší předcházející osobu.
Při některých dalších experimentech souvisejících s nestálými vlnami, jako např. tunelování, se může také zdát, že rychlost světla je překonána. Experimenty naznačují, že fázová rychlost nestálých vln může překonat {\displaystyle c_{0}}, ale i v tomto případě grupová a čelní rychlost (front velocity – rychlost, kterou se šíří první nadnulový pulz) nepřekoná {\displaystyle c_{0}}, takže opět není možné přenést informaci rychleji než {\displaystyle c_{0}}.
V některých interpretacích kvantové mechaniky mohou být kvantové jevy přenášeny rychlostmi vyššími než {\displaystyle c_{0}} (ve skutečnosti byla interakce dvou těles oddělených prostorem bez známého zprostředkovatele dlouho vnímána jako problém kvantové mechaniky, podívejte se na EPR paradox). Například kvantové stavy dvou částic mohou být propletené, takže stav jedné částice určuje stav druhé (např. jedna musí mít spin +½ a druhá −½). Až do okamžiku pozorování jsou částice v superpozici dvou kvantových stavů (+½, −½) a (−½, +½). Jestliže se částice oddělí a jedna z nich se podrobí pozorování na zjištění kvantového stavu, stav druhé částice je automaticky znám. Jestliže se předpokládá, jak je tomu v některých interpretacích kvantové mechaniky, že informace o kvantovém stavu částice je lokální, je z toho možné vydedukovat, že druhá částice získá svůj kvantový stav okamžitě po provedení prvního pozorování. Vzhledem k tomu, že není možné ovlivnit, který kvantový stav získá první částice při jejím pozorování, nedá se informace tímto způsobem přenášet. Zdá se, že fyzikální zákony nedovolují přenášet informace důmyslněji, což vedlo k formulaci pravidel jako je teorém klonování kvantových stavů.
Takzvaný supersvětelný pohyb (angl. superluminal motion) je také viditelný na některých astronomických objektech jako například relativistické výtrysky v radiových galaxií a kvasarech. Ani v tomto případě se však proudy nepohybují rychlostí překračující rychlost světla. Zdánlivý supersvětelný pohyb je jen projekce způsobená objekty pohybujícími se rychlostmi blízkými rychlosti světla v malém úhlu vzhledem k vzdálenosti pozorovaného objektu.

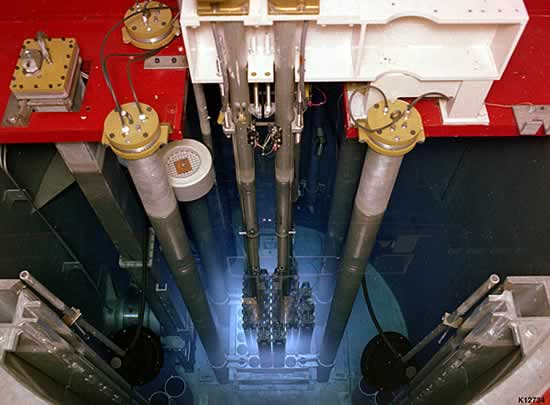
Čerenkovův jev v jaderném reaktoru, způsobený elektrony, které se ve vodě pohybují rychleji než světlo ve vodě.

Elektromagnetickým zářením lze vytvořit i šokové vlny. Průchodem nabité částice přes izolační médium se naruší jeho lokální elektromagnetické pole. Elektrony v atomech izolantu jsou vytlačeny a polarizovány polem nabité částice a při obnovení rovnováhy elektronů v médiu, po skončení narušení, se emitují fotony. (Ve vodiči může být tato rovnováha obnovena bez emise fotonů.) Za normálních okolností tyto fotony vzájemně destrukčně interferují a není zjištěno žádné záření. Jestliže se ale toto rušení šíří rychleji než jaká je rychlost fotonů, fotony interferují konstruktivně a zesilují pozorovanou radiaci. Výsledek je analogický k aerodynamickému třesku...[zdroj?]
Čerenkovovo záření vzniká tehdy, pohybuje-li se nabitá částice v daném látkovém prostředí rychleji než světlo v tomto prostředí (obojí je pochopitelně menší než {\displaystyle c_{0}}). Jde o děj analogický, jako je rázová vlna ve vzduchu způsobená pohybem částice (např. letadla) rychlejší než zvuk v tomto prostředí.
Možnost komunikovat nebo cestovat rychleji než světlo je oblíbeným tématem vědecko-fantastických děl. Ze současných vědeckých poznatků však vyplývá, že to není možné.
Zastánci teorie proměnlivé rychlosti světla, především João Magueijo a John Moffat, zastávají názor, že světlo se v minulosti šířilo mnohem rychleji než jaká je jeho současná rychlost. To by podle nich vysvětlovalo mnoho kosmologických záhad lépe než konkurenční teorie rozpínání vesmíru. Tato teorie však zatím nezískala širší podporu.

### Experimenty se zpomalováním světla
V jistém smyslu se každé světlo procházející jiným médiem než vakuem šíří kvůli refrakci pomaleji než {\displaystyle c_{0}}. Některé materiály ale mají neobyčejně vysoký index lomu. Zvlášť vysoká je například optická hustota Bose-Einsteinova kondenzátu. Skupina vědců pod vedením Leny Haueové v roce 1999 dokázala zpomalit světelný paprsek na rychlost asi 17 metrů za sekundu a v roce 2001 dokonce na okamžik zastavit.[zdroj?]
V roce 2002 uspěl Michail Lukin s vědci Harvardovy univerzity a Lebeděvovým institutem v Moskvě v úplném zastavení světla. To bylo dosaženo jeho nasměrováním do masy horkého rubidiového plynu, jehož atomy se podle Lukinových slov chovaly „jako maličká zrcadla“ díky interferenčnímu obrazci ve dvou „kontrolních“ paprscích.

## Historie
Až do nedávné minulosti byla rychlost světla z velké části jen otázkou dohadů. Antický filosof Empedoklés zastával názor, že světlo je něco, co se pohybuje a šíří mezi zemí a oblohou, aniž to můžeme pozorovat. Proto musí cesta světla z jednoho místa na jiné trvat určitý čas. Jiný řecký filosof Aristotelés to odmítal a tvrdil, že světlo vyplývá z určité přítomnosti, je to bezbarvá, statická matérie, jež je opakem tmy, ale nepohybuje se. Mimo to, jestliže by světlo mělo konečnou rychlost, musela by být velmi velká. Aristotelés tvrdil, že „je to až příliš neuvěřitelné“.
Jednou ze starověkých teorií vidění je, že světlo je vyzařováno z oka, nikoliv z jiného zdroje do oka odráženo. Z této teorie odvodil Hérón z Alexandrie argument, že rychlost světla musí být nekonečná, protože vzdálené objekty, jako například hvězdy, se objeví, jakmile se oko otevře...[zdroj?]

### Středověké a raně moderní teorie
Islámští filozofové Avicenna a Alhazen věřili, že světlo má konečnou rychlost, i když většina ostatních filosofů v tomto bodě souhlasila s Aristotelem. Podobně považovala rychlost světla za konečnou i árjovská filosofická škola ve starověké Indii.
Johannes Kepler prosazoval názor, že světlo putuje neomezenou rychlostí, protože ve volném prostoru mu nestojí v cestě žádné překážky. Francis Bacon argumentoval, že rychlost světla nemusí být nutně nekonečná, ale může být tak velká, že to nejsme schopni vnímat. René Descartes tvrdil, že kdyby byla rychlost světla konečná, nemohly by Slunce, Měsíc a Země být během zatmění v zákrytu. Protože nic takového nebylo pozorováno, odvodil z toho, že rychlost světla je nekonečná. Descartes se domníval, že vesmír vyplňuje zvláštní látka, kterou nazýval plenum, která umožňuje vidění, a ve skutečnosti byl přesvědčen, že kdyby připustil konečnost rychlosti světla, celý jeho filosofický systém by se zhroutil.

### Měření rychlosti světla
Isaac Beeckman, Descartův přítel, navrhl v roce 1629 experiment, při kterém by se pozoroval záblesk z kanónu odražený ze zrcadla vzdáleného asi 1 míli. Galileo Galilei v roce 1638 navrhoval měřit rychlost světla pozorováním prodlevy mezi odkrytím lucerny a zpozorováním světla z určité vzdálenosti. Descartes tento experiment kritizoval jako zbytečný, protože experiment během zatmění Měsíce, který měl lepší předpoklady ke zjištění konečné rychlosti, byl negativní. Takže experiment uskutečnila až v roce 1667 Florentinská Accademia del Cimento, s lucernami vzdálenými asi 1 míli. Vzdálenost však byla příliš malá a tak žádné zpoždění nebylo pozorováno. Robert Hooke negativní výsledek vysvětloval tak, že se nejedná o potvrzení nekonečné rychlosti světla, ale toho, že světlo se musí pohybovat velmi rychle.
První kvantitativní odhad rychlosti světla provedl v roce 1676 Ole Rømer, který pomocí dalekohledu studoval pohyb Jupiterova měsíce Io. Vzhledem k tomu, že Io vchází a vychází z Jupiterova stínu v pravidelných intervalech, je možné změřit trvání doby oběhu. Rømer zaznamenal, že když je Jupiter nejblíž k Zemi, byla doba oběhu Io kolem Jupitera 42,5 hodiny. Také pozoroval, že jak se Jupiter a Země od sebe vzdalovaly, Io vycházel ze stínu Jupitera postupně stále později. Bylo jasné, že tomuto výstupnímu „signálu“ trvalo déle než dosáhl Země. Jak se Země a Jupiter vzdalovaly, zvětšoval se interval mezi signály, na kterém se projevoval čas, který světlu zabere překonání dodatečné vzdálenosti mezi planetami. Podobně, asi o půl roku později, byly vstupy měsíce Io do stínu Jupitera o něco častější, protože se Země a Jupiter přibližovaly. Na základě těchto pozorování Rømer odhadoval, že na překonání průměru oběžné dráhy Země (což je dvojnásobek astronomické jednotky) by světlo potřebovalo 22 minut, přičemž moderní odhad je přibližně 16 minut a 40 sekund.
Přibližně ve stejné době byla velikost astronomické jednotky odhadována na 140 milionů kilometrů. Z této astronomické jednotky a Rømerova odhadu času vypočítal autor vlnové teorie Nizozemec Christiaan Huygens rychlost světla na 1 000 průměrů oběžné dráhy za minutu, což je asi 220 000 kilometrů za sekundu. To je sice významně méně než dnes uznávaná hodnota, ale i tak tato hodnota o mnoho převyšovala jakýkoliv fyzikální jev známý v té době.
Také Isaac Newton uznával, že rychlost světla je konečná. Ve své knize „Opticks“ dokonce publikoval přesnější hodnotu rychlosti světla – 16 průměrů Země za sekundu, kterou sám odvodil, ačkoliv není známo, jestli z Rømerových údajů, nebo z něčeho jiného. Stejný úkaz byl následně pozorován Rømerem na rotující „skvrně“ na povrchu Jupitera. Efekt byl zaznamenán i později u obtížnějšího pozorování tří dalších Galileových měsíců.
Ani tato pozorování však nepřesvědčila každého (především Giovanniho Domenica Cassiniho) a k definitivnímu odmítnutí hypotézy nekonečné rychlosti světla došlo až po pozorováních Jamese Bradleyho v roce 1728. Bradley se původně pokoušel změřit paralaxu hvězd a tím určit jejich vzdálenost. Místo toho naměřil aberaci. Vyvodil, že světlo hvězd dopadající na Zemi musí přicházet z mírného úhlu, který se dá vypočítat porovnáním rychlosti Země na její oběžné dráze k rychlosti světla. Tato aberace byla asi 1/200 stupně. Bradleym vypočítaná rychlost světla byla 298 000 kilometrů za sekundu, což už je jen o málo méně než dnes uznávaná hodnota. Aberace byla během následujících století široce zkoumána, především Friedrichem von Struve a Magnusem Nyrenem.

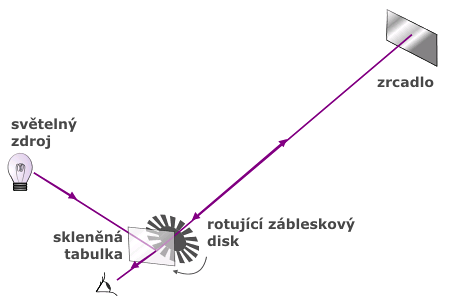
Diagram Fizeau-Foucaultova přístroje.

První úspěšné měření rychlosti světla pozemním přístrojem provedl v roce 1849 francouzský fyzik Hippolyte Fizeau. Fizeauv experiment byl koncepčně podobný návrhům Beeckmana a Galilea. Paprsek světla byl namířen na zrcadlo umístěné ve vzdálenosti 8633 m. Na cestě od zdroje světla k zrcadlu paprsek procházel rotujícím diskem se zářezy. Při určité rychlosti rotace disku projde paprsek směrem od zdroje jedním zářezem a při návratu zářezem následujícím. Jestliže dojde třeba i jen k malému zrychlení nebo zpomalení rotace disku, zasáhne zpětný paprsek samotný disk (jeho zub) a nedostane se nazpět. Rychlost světla se dá vypočítat ze známé vzdálenosti zdroje a zrcadla, počtu zářezů (resp. zubů) na disku a rychlosti rotace. Rychlost světla publikovaná Fizeaem byla 313 000 kilometrů za sekundu.) Fizeauova metoda byla později zdokonalena M. A. Cornuem (1872) a J. Perrotinem (1900).[zdroj?]
Leon Foucault vylepšil Fizeauovu metodu tím, že nahradil disk se zářezy rotujícím zrcadlem. Foucaultův odhad publikovaný v roce 1862 byl 298 000 kilometrů za sekundu. Foucaultovu metodu použili i Simon Newcomb a Albert A. Michelson.
Michelson použil v roce 1926 rotující zrcadla pro změření času, který světlo potřebuje na překonání vzdálenosti 35 km mezi horami Mount Wilson a Mount San Antonio v Kalifornii. Výsledkem těchto měření byla relativně přesně určená rychlost světla na 299 796 +/-4 km/s.

### Relativita
Díky práci Jamese Clerka Maxwella bylo známo, že rychlost elektromagnetického záření je konstanta definovaná elektromagnetickými vlastnostmi vakua (permitivitou a permeabilitou). Fyzikové v 19. století se však domnívali, že rychlost je dána relativně k světlonosnému éteru. Éter měl být nekonečně jemné médium, kterým všechny látky pronikají a které současně vyplňuje veškerý prostor kolem nás. Podle těchto představ se světlo mohlo šířit právě jen prostřednictvím éteru.

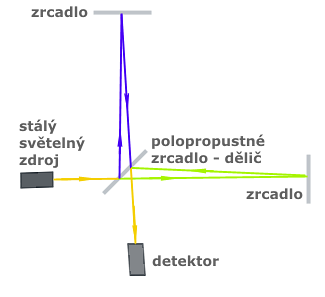
Schema Michelsonova interferometru, použitého pro Michelson-Morleyův experiment.

V roce 1887 byl uskutečněn fyziky Albertem Michelsonem a Edwardem Morleyem významný experiment za účelem změření rychlosti světla vzhledem k pohybu Země. Cílem tohoto experimentu, dnes zvaného Michelson-Morleyův experiment, bylo měření rychlosti Země pohybující se domnělým „světlonosným éterem“. Jak je znázorněno na nákresu Michelsonova interferometru, k rozdělení světla na dva monochromatické paprsky (t. j. mající jen jednu vlnovou délku), které se dále šíří v pravém úhlu, bylo použito polopropustné zrcadlo s tenkou vrstvou stříbra.
Po opuštění tohoto dělicího zrcadla se oba paprsky odrážejí několikrát mezi dalšími zrcadly. Aby oba paprsky urazily stejnou vzdálenost, je pro ně počet odrazů shodný (během skutečného Michelson-Morleyova experimentu bylo použito více zrcadel než je vidět na obrázku). Po jejich následném sloučení vznikne obrazec konstruktivní a destruktivní interference. I malá změna rychlosti světla v některém z ramen interferometru (způsobená tím, že se přístroj společně se Zemí měl pohybovat předpokládaným „éterem“) by měla zapříčinit změnu doby, kterou paprsek potřebuje na překonání vzdálenosti, což se mělo projevit jako změna interferenčního obrazce. Celé zařízení se otáčelo, aby se změnila dráha paprsků v „éteru“ vlivem toho, že rychlosti světla a Země by se měly sčítat. Experiment neměl žádný výsledek, ať bylo aparaturou otáčeno jakkoliv a stal se pravděpodobně nejznámějším a nejužitečnějším neúspěšným experimentem v historii fyziky.
Česko-rakouský fyzik Ernst Mach byl jeden z prvních, který tvrdil, že experiment vlastně vyvrátil teorii éteru. Pokrok v oblasti teoretické fyziky v té době už nabízel alternativní teorii, Lorentz-Fitzgeraldovu kontrakci, která dovolila vysvětlit i negativní výsledek Michelson-Morleyova experimentu. Nedovede však vysvětlit Kennedyův-Thorndikův experiment (podobný Michelsonovu-Morleyovu, ale s různě dlouhými rameny); k jeho výkladu je potřeba přibrat i dilataci času.
Není jisté, jestli Albert Einstein znal výsledek Michelson-Morleyova experimentu, ale jeho nulový výsledek velmi pomohl všeobecnému přijetí teorie relativity. Einsteinova teorie byla zcela v souladu s výsledkem experimentu: éter neexistoval a rychlost světla byla stejná v každém směru. Konstantní rychlost světla je (společně s kauzalitou a rovnocenností inerciálních vztažných soustav) jedním ze základních východisek speciální teorie relativity.